# Jewgeni Gawrilowitsch Minajew
Jewgeni Gawrilowitsch Minajew (russisch Евгений Гаврилович Минаев, wiss. Transliteration Evgenij Gavrilovič Minaev; * 31. Mai 1933 in Klin; † um den 8. Dezember 1993 ebenda) war ein sowjetischer Gewichtheber.

## Werdegang
Jewgeni Minajew war als Jugendlicher als Turner und Leichtathlet aktiv, ohne hierin besonders aufzufallen. Erst als er in die Armee eingezogen wurde, versuchte er sich mit Gewichtheben, da er klein, leicht aber schon sehr kräftig war. In der Armee wurde das Gewichtheben besonders gefördert. Sein erster Trainer, der maßgeblichen Anteil an seiner Entwicklung nahm, war S.D. Bogdasarov. Sein erstes Auftreten bei einer größeren nationalen Meisterschaft erfolgte 1956 bei der Völkerspartakiade der Sowjetunion. Er belegte zwar mit 335 kg nur den 4. Platz im Federgewicht (bis 60 kg Körpergewicht), lag aber nur 5 kg hinter dem Sieger Iwan Udodow. Seine Nominierung für die Olympischen Spiele 1956 in Melbourne kam trotzdem überraschend. Er erfüllte aber das in ihn gesetzte Vertrauen und gewann mit 342,5 kg die Silbermedaille. In den folgenden Jahren vertrat er die Sowjetunion bei vielen internationalen Meisterschaften und lieferte sich vor allem mit dem US-Amerikaner Isaac Berger viele heiße Duelle. Sein größter Erfolg war der Gewinn der Goldmedaille bei den Olympischen Spielen 1960 in Rom.
Eine ihm nach Ende seiner aktiven Laufbahn 1966 angebotene Stelle als Trainer beim ZSKA lehnte Minajew ab und schlug sich stattdessen als Installateur in einem Pionierferienlager oder Sportinstrukteur in einem Kolchos durch. Als Bezieher einer Rente von monatlich nur 100 Rubel in der Zeit des Zerfalls der Sowjetunion verarmt und obdachlos geworden, starb er 60-jährig in seiner Heimatstadt Klin.

### Internationale Erfolge
(OS = Olympische Spiele, WM = Weltmeisterschaft, EM = Europameisterschaft, Fe = Federgewicht)
- 1956, Silbermedaille, OS in Melbourne, Fe, mit 342,5 kg, hinter Isaac Berger, USA, 352,5 kg und vor Marian Zieliński, Polen, 335 kg;
- 1957, 1. Platz, Grand Prix von Moskau, Fe, mit 355 kg, vor Zieliński, 345 kg und Ali Mahgoub, Ägypten, 330 kg;
- 1957, 1. Platz, WM in Teheran, Fe, mit 362,5 kg, vor Sebastiano Mannironi, Italien, 352,5 kg und Berger, 350 kg;
- 1958, 2. Platz, WM + EM in Stockholm, Fe, mit 362,5 kg, hinter Berger, 372,5 kg und vor Mannironi, 342,5 kg, EM-Wertung: 1. Platz;
- 1960, 1. Platz, Grand Prix von Moskau, Fe, mit 367,5 kg, vor Pak, Nordkorea, 332,5 kg und Marian Jankowski, Polen, 315 kg;
- 1960, Goldmedaille, OS in Rom, Fe, mit 372,5 kg, vor Berger, 362,5 kg und Mannironi, 352,5 kg;
- 1961, 2. Platz, WM + EM in Wien, Fe, mit 357,5 kg, hinter Berger, 367,5 kg und vor Mannironi, 357,5 kg, EM-Wertung: 1. Platz;
- 1962, 1. Platz, WM + EM in Budapest, Fe, mit 362,5 kg, vor Jewgeni Kazura, UdSSR, 357,5 kg und Rudolf Kozlowski, Polen, 352,5 kg.

### UdSSR-Meisterschaften
- 1956, 4. Platz, Fe, mit 335 kg, hinter Iwan Udodow, 340 kg, Tarelkin, 337,5 kg und Rafael Tschimischkian, 335 kg;
- 1957, 1. Platz, Fe, mit 357,5 kg, vor Tschimischkian, 347,5 kg und Nemtschilow, 340 kg;
- 1958, 1. Platz, Fe, mit 355 kg, vor Tschimischkian, 345 kg und Bondarenko, 345 kg;
- 1959, 1. Platz, Fe, mit 355 kg, vor Bondarenko, 347,5 kg und Medvedev, 337,5 kg;
- 1961, 1. Platz, Fe, mit 365 kg, vor Medwedew, 352,5 kg und Jewgeni Kazura, 350 kg;
- 1962, 4. Platz, Fe, mit 342,5 kg, hinter Kazura, 355 kg, Medwedew, 350 kg und Tschimischkian, 342,5 kg;
- 1964, 4. Platz, Fe, mit 357,5 kg, Sieger Kazura, 367,5 kg;
- 1965, 1. Platz, Fe, mit 365 kg, vor Papazow, 352,5 kg und Rudenko, 352,5 kg;
- 1966, 1. Platz, Fe, mit 357,5 kg, vor Li, 352,5 kg und Solowjew, 352,5 kg.

### Weltrekorde
(alle im Federgewicht erzielt)
Im beidarmigen Drücken:
- 114 kg, 1956 in Moskau,
- 114,5 kg, 1956 in Moskau,
- 115 kg, 1957 in Lemberg,
- 117 kg, 1957 in Teheran,
- 118 kg, 1958 in Kiew,
- 119,5 kg, 1958 in Leipzig,
- 120 kg, 1960 in Moskau,
- 120,5 kg, 1960 in Riga,
- 122 kg, 1961 in Dnepropetrowsk.

Im olympischen Dreikampf:
- 357,5 kg, 1957 in Lemberg,
- 362,5 kg, 1957 in Teheran,
- 365 kg, 1958 in Moskau.